# Římskokatolická farnost Šafov
Římskokatolická farnost Šafov je územní společenství římských katolíků s farním kostelem svatého Bartoloměje ve vranovském děkanství.

## Historie farnosti
První písemná zmínka o Šafově je z roku 1323. Za husitských válek prošla několikrát obcí a okolím husitská a rakouská vojska. V krutých bojích Šafov několikrát změnil majitele a z obce po ústupu husitů zbyly jen spálené sutiny. Celé okolí bylo vylidněno a dílo dokonala morová epidemie. Značný rozkvět zaznamenala obec kolem roku 1540, kdy byl majitelem vranovského hradu krajský hejtman ve Znojmě Zdeněk Lomnický z Meziříčí. V této době se rozšířilo ve Vranově a jeho okolí učení Českých bratří a luteránství. Ani další majitelé Vranova nebyli katolíci. Katolická kaple s farou, která zde stála od roku 1516, byla v roce 1552 přeměněna na farní kostel. Ten vlivem nekatolického vranovského panstva přešel s farou v roce 1556 do nekatolických rukou. Luteránští pastoři zde působili až do roku 1631, kdy byli vytlačeni katolickými misionáři. Pro nedostatek katolických kněží tehdy farnost zanikla. Farář byl opět jmenován v roce 1703.

## Duchovní správci
Farnost spravuje FATYM. Od 1. srpna 1997 je administrátorem excurrendo R. D. Mgr. Milan Plíšek.
Jde o člena farního týmu FATYM. FATYM je společenství katolických kněží, jáhnů a jejich dalších spolupracovníků. Působí v brněnské diecézi od roku 1996. Jedná se o společnou správu několika kněží nad větším množstvím farností za spolupráce laiků. Mimo to, že se FATYM stará o svěřené farnosti, snaží se jeho členové podle svých sil vypomáhat v různých oblastech pastorace v Česku.

## Bohoslužby
| Kostel              | Místo | Bohoslužba (den) | Hodina | Poznámka     |
| ------------------- | ----- | ---------------- | ------ | ------------ |
| svatého Bartoloměje | Šafov | neděle           | 11.25  | farní kostel |

## Aktivity ve farnosti
Dnem vzájemných modliteb farností za bohoslovce a bohoslovců za farnosti brněnské diecéze je 20. únor. Adorační den připadá na 4. října.
FATYM vydává čtyřikrát do roka společný farní zpravodaj (velikonoční, prázdninový, dušičkový a vánoční) pro farnosti Vranov nad Dyjí, Přímětice, Bítov, Olbramkostel, Starý Petřín, Štítary na Moravě, Chvalatice, Stálky, Lančov, Horní Břečkov, Prosiměřice, Vratěnín, Citonice, Šafov, Korolupy, Těšetice, Lubnice, Lukov, Práče a Vratěnín.
Ve farnosti se koná tříkrálová sbírka, v roce 2015 se při ní vybralo 4 415 korun. V roce 2017 činil její výtěžek 5 344 korun. O dva roky později se vybralo 4 311 korun.

## Kněží pocházející z farnosti
Z Šafova pocházel P. Ladislav Veselý, který byl vysvěcen na kněze v roce 1957 a působil poté ve farnostech Boskovice, Hustopeče u Brna, Moravská Nová Ves, Jevišovice, Horní Břečkov a Lukov u Znojma, od roku 1985 vypomáhal jako důchodce v Bořeticích. 